# Amata caspia
Amata caspia är en fjärilsart som beskrevs av Otto Staudinger 1877. Amata caspia ingår i släktet Amata och familjen björnspinnare. Inga underarter finns listade i Catalogue of Life.